# Anders Holm
Anders Holm (Evanston, 29 maggio 1981) è un attore e sceneggiatore statunitense, diventato popolare grazie alla serie televisiva Workaholics.

## Biografia
Originario di Evanston, in Illinois, Holm ha origini svedesi e norvegesi da parte del padre e inglesi, svizzere e tedesche da parte della madre. Si è laureato nel 2003 presso l'Università del Wisconsin-Madison. Ha fatto parte del gruppo teatrale Second City Training Center di Los Angeles.

## Carriera
La sua abilità come sceneggiatore è emersa mentre lavorava come assistente di produzione e aspirante scrittore sul set della serie televisiva Bones: alcuni professionisti del settore, con il quale Holm collaborava, hanno accettato di leggere le sue sceneggiature, scoprendo così le sue capacità.
Nel 2006 ha formato, insieme a Blake Anderson, Adam Devine e Kyle Newacheck, il gruppo comico Mail Order Comedy. Dalla sua formazione, il quartetto ha prodotto regolarmente sketch comici a basso costo, divulgandoli tramite il sito ufficiale e YouTube. Insieme agli altri membri della Mail Order Comedy, Holm è stato creatore e, ancora oggi, interprete della serie televisiva Workaholics, in onda dal 2011.
Dal 2013 è entrato a far parte del cast della serie televisiva The Mindy Project. Nello stesso anno è apparso in Modern Family e Arrested Development - Ti presento i miei.
Per quanto riguarda il cinema, nel 2014 è apparso nel film commedia Cattivi vicini, nel film di Chris Rock Top Five, nel giallo di Paul Thomas Anderson Vizio di forma e nella commedia di James Franco The Interview. Nel 2015 ha preso parte al film drammatico Unexpected e alla commedia Lo stagista inaspettato, in cui ha recitato al fianco di Robert De Niro e Anne Hathaway. Nell'anno seguente è stato nel cast di Single ma non troppo, film commedia con Dakota Johnson, Rebel Wilson e Alison Brie.

## Vita privata
Nel settembre del 2011, Holm ha sposato la sua fidanzata dell'università, Emma Nesper. Il loro primo figlio è nato il 19 dicembre 2013.

## Filmografia

### Sceneggiatore
- Mail Order Comedy, regia di Kyle Newacheck - film TV (2006)
- Sausagefest, regia di Kyle Newacheck - cortometraggio (2006)
- Tales from an Alternate Universe, regia di Kyle Newacheck - cortometraggio (2006)
- Bang Bus, regia di Kyle Newacheck - cortometraggio (2006)
- Online Nation - webserie, episodio 1x03 (2007)
- Super Seniors, regia di Kyle Newacheck - cortometraggio (2008)
- 420 Special: Attack of the Show! from Jamaica, regia di Kyle Newacheck - film TV (2008)
- Crossbows & Mustaches - webserie, 10 episodi (2006-2008)
- The Dude's House - webserie, episodi 1x01-1x02-1x03 (2008)
- Reindeer Games, regia di Kyle Newacheck - cortometraggio (2008)
- Straight Outta Mordor, regia di Kyle Newacheck - cortometraggio (2009)
- Wizards Never Die, regia di Kyle Newacheck - cortometraggio (2009)
- Potion Mixin', regia di Kyle Newacheck - cortometraggio (2009)
- Purple Magic, regia di Yehudi Mercado - cortometraggio (2009)
- Workaholics: The Other Cubicle - serie TV (2012)
- Workaholics - serie TV, 86 episodi (2011-2017)

### Attore

#### Cinema
- Cattivi vicini (Neighbors), regia di Nicholas Stoller (2014)
- Top Five, regia di Chris Rock (2014)
- Vizio di forma (Inherent Vice), regia di Paul Thomas Anderson (2014)
- The Interview, regia di James Franco (2014)
- Unexpected, regia di Kris Swanberg (2015)
- Lo stagista inaspettato (The Intern), regia di Nancy Meyers (2015)
- Single ma non troppo (How to Be Single), regia di Christian Ditter (2016)
- Kuso, regia di Flying Lotus (2017)
- Game Over, Man!, regia di Kyle Newacheck (2018)
- Papà scatenato (About my father), regia di Laura Terruso (2023)

#### Cortometraggi
- Sausagefest, regia di Kyle Newacheck (2006)
- Tales from an Alternate Universe, regia di Kyle Newacheck (2006)
- Bang Bus, regia di Kyle Newacheck (2006)
- Super Seniors, regia di Kyle Newacheck (2008)
- Reindeer Games, regia di Kyle Newacheck (2008)
- Straight Outta Mordor, regia di Kyle Newacheck (2009)
- Wizards Never Die, regia di Kyle Newacheck (2009)
- Potion Mixin', regia di Kyle Newacheck (2009)
- Purple Magic, regia di Yehudi Mercado (2009)

#### Televisione
- Mail Order Comedy, regia di Kyle Newacheck - film TV (2006)
- Special Delivery - webserie (2008)
- 420 Special: Attack of the Show! from Jamaica, regia di Kyle Newacheck - film TV (2008)
- Crossbows & Mustaches - webserie, 10 episodi (2006-2008)
- The Dude's House - webserie, episodi 1x01-1x02-1x03 (2008)
- 5th Year - webserie, 5 episodi (2008)
- Traffic Light - serie TV, episodio 1x07 (2011)
- Key & Peele - serie TV, episodio 1x04 (2012)
- The One 'N Done - webserie, episodio 1x04 (2012)
- Modern Family - serie TV, episodio 4x20 (2013)
- Arrested Development - Ti presento i miei (Arrested Development) - serie TV, episodio 4x01 (2013)
- High School USA! - serie TV, episodio 1x04 (2013) voce
- How I Met Your Dad - serie TV, episodio 1x01 (2014)
- Tom Green Live - serie TV, episodio 2x07 (2014)
- American Dad! - serie TV, episodio 11x03 (2014) voce
- Lucas Bros. Moving Co. - serie TV, episodio 2x02 (2015) voce
- Brooklyn Nine-Nine - serie TV, episodio 3x09 (2015)
- The Mindy Project - serie TV, 13 episodi (2013-2016)
- Workaholics - serie TV, 86 episodi (2011-2017)
- Champions - serie TV, 10 episodi (2018)
- Mixed-ish – serie TV, 1 episodio (2019-2021)
- Inventing Anna - miniserie TV, 9 episodi (2022)
- Monarch: Legacy of Monsters - serie TV (2023-in corso)

### Doppiatore
- Sausage Party - Vita segreta di una salsiccia (Sausage Party), regia di Greg Tiernan e Conrad Vernon (2016)
- TMNT: Don vs Raph, regia di Sung Jin Ahn - cortometraggio (2016)
- Show Dogs - Entriamo in scena (Show Dogs), regia di Raja Gosnell (2018)

## Doppiatori italiani
Nelle versioni in italiano dei suoi lavori, Anders Holm è stato doppiato da:
- Francesco Venditti in Game Over, Man!, Becoming: Questa è la mia storia, Inventing Anna, Monarch: Legacy of Monsters
- Renato Novara in The Mindy Project, Workaholics
- Federico Campaiola in Top Five
- Nanni Baldini in The Interview
- Simone D'Andrea in Lo stagista inaspettato
- Marco Vivio in Single ma non troppo
- Francesco Pezzulli in Champions
- Gabriele Vender in Unbreakable Kimmy Schmidt
- Gabriele Sabatini in Papà scatenato

Da doppiatore è sostituito da:
- Alessandro Besentini in Show Dogs - Entriamo in scena

## Riconoscimenti
- 2014 – Young Hollywood Awards[16]
  - Candidatura al Miglior trio con Adam DeVine e Blake Anderson per Workaholics
- 2015 – MTV Movie Awards[17]
  - Candidatura al Miglior momento "Ma che ca...!" con Rosario Dawson per Top Five